# Chop suey
Chop suey (/ˈtʃɒpˈsuːi/) là một món ăn trong ẩm thực Mỹ gốc Hoa và các dạng ẩm thực Trung Quốc khác ở hải ngoại, bao gồm thịt (thường là thịt gà, cá, bò, tôm, hoặc lợn) và trứng, nấu nhanh với các loại rau như giá đỗ, cải bắp và cần tây trong một loại sốt sệt từ bột. Nó thường được phục vụ với cơm, nhưng có thể trở thành món chow mein kiểu Mỹ gốc Hoa khi thêm mỳ xào.
Chop suey đã trở thành một phần nổi bật của ẩm thực Mỹ gốc Hoa, ẩm thực Philippines, ẩm thực Canada gốc Hoa, ẩm thực Đức gốc Hoa, ẩm thực Ấn Độ gốc Hoa, và ẩm thực Polynesia. Trong ẩm thực Indonesia gốc Hoa, nó được gọi là cap cai (雜菜, "rau trộn") và chủ yếu bao gồm rau quả.

## Nguồn gốc

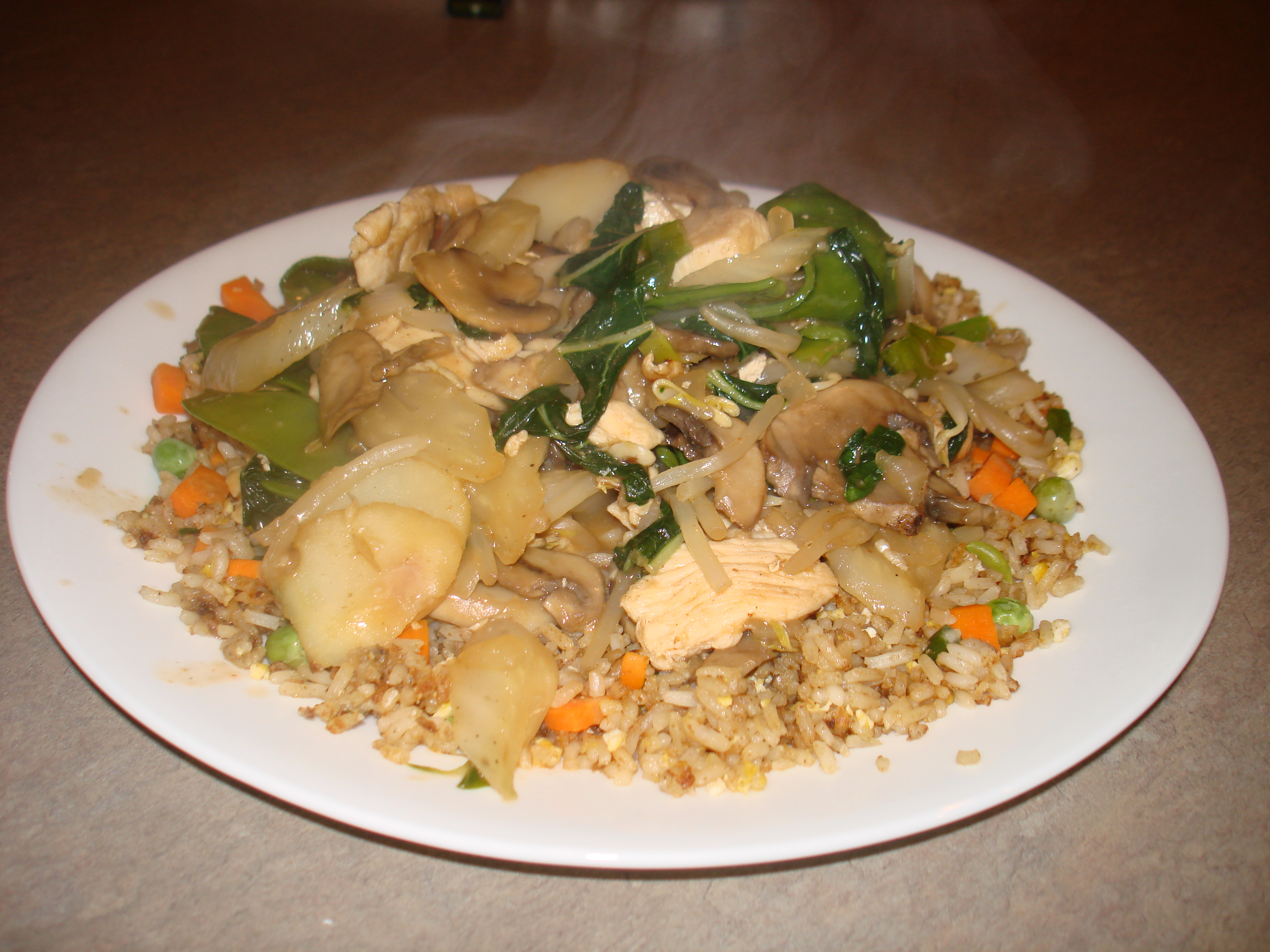
Chop suey được chế biến từ thịt gà với tỏi và đậu tuyết, phủ phía trên cơm chiên.